# Fudbalski Klub Budućnost Podgorica 2011-2012
Questa voce raccoglie le informazioni riguardanti il Budućnost nelle competizioni ufficiali della stagione 2011-2012.

## Organigramma societario

### Staff tecnico
- Allenatore: Miodrag Radulovic
- Vice allenatore : Goran Perišić
- Assistente tecnico : Radisav Dragićević
- Allenatore dei portieri : Dragoje Leković
- Preparatore atletico : Jovan Počuča
- Responsabile area medica : Žarko Dašić
- Fisioterapisti: Zoran Jovović, Milorad Čabarkapa
- Economista : Zoran Gajević

## Rosa
| N. |                       | Ruolo | Calciatore         |
| -- | --------------------- | ----- | ------------------ |
| 1  | Montenegro (bandiera) | P     | Miloš Dragojević   |
| 2  | Montenegro (bandiera) | D     | Đorđe Đikanović    |
| 3  | Montenegro (bandiera) | D     | Risto Radunović    |
| 4  | Serbia (bandiera)     | D     | Mitar Peković      |
| 5  | Montenegro (bandiera) | D     | Stefan Cicmil      |
| 9  | Montenegro (bandiera) | A     | Stefan Mugoša      |
| 10 | Montenegro (bandiera) | C     | Dragan Bošković    |
| 14 | Montenegro (bandiera) | C     | Petar Vukčević     |
| 17 | Serbia (bandiera)     | D     | Radenko Kamberović |
| 19 | Montenegro (bandiera) | P     | Damir Ljuljanović  |
| 20 | Montenegro (bandiera) | C     | Damir Kojašević    |

| N. |                       | Ruolo | Calciatore         |
| -- | --------------------- | ----- | ------------------ |
| 22 | Montenegro (bandiera) | C     | Draško Božović     |
| 26 | Montenegro (bandiera) | A     | Srđan Radonjić     |
| 27 | Montenegro (bandiera) | P     | Jasmin Agović      |
| 28 | Montenegro (bandiera) | A     | Darko Nikač        |
| 29 | Montenegro (bandiera) | A     | Blažo Perutović    |
| 30 | Montenegro (bandiera) | C     | Miloš Kalezić      |
| 31 | Camerun (bandiera)    | D     | Franck Onguene     |
| 36 | Montenegro (bandiera) | D     | Adnan Orahovac     |
| 37 | Montenegro (bandiera) | D     | Radivoje Golubović |
| 38 | Montenegro (bandiera) | A     | Admir Adrović      |
| 77 | Brasile (bandiera)    | C     | Flavio Beck        |